# Truli
Truli (gr. Τρούλλοι) – wieś na Cyprze, w dystrykcie Larnaka.